# Fusillade du centre scolaire de Jokela
La fusillade de Jokela ou tuerie de Tuusula est une tuerie scolaire survenue au collège-lycée public de Jokela, à Tuusula en Finlande le 7 novembre 2007. Le massacre a été perpétré par un élève du lycée âgé de 18 ans au moyen d'un Sig Sauer .22 Long Rifle. Cet élève, Pekka-Eric Auvinen, avait auparavant mis en ligne sur YouTube une vidéo pour annoncer le massacre et expliquer ses motivations, notamment sa haine de l'humanité. Le bilan est de neuf morts (la principale du lycée, cinq lycéens, deux lycéennes et l'auteur du massacre) et une douzaine de blessés, dont trois par arme à feu.

## L'auteur du massacre

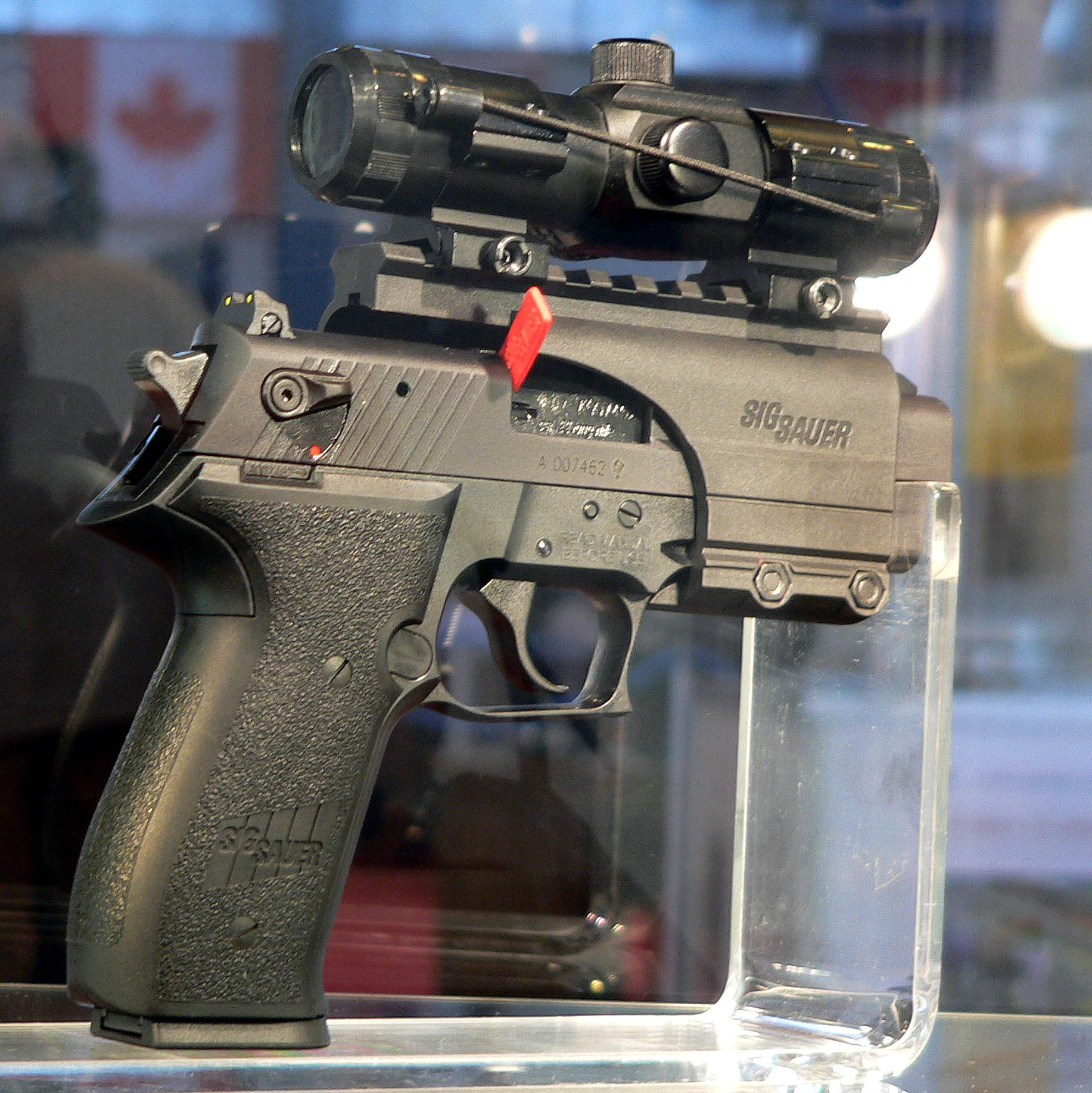
Arme utilisée par Pekka-Eric Auvinen, l'auteur de la tuerie de Jokela.

Pekka-Eric Auvinen, né le 4 juin 1989 était, au moment des faits, lycéen dans le collège-lycée de Jokela à Tuusula. Il se surnommait Sturmgeist89 (esprit de tempête en allemand) sur sa page YouTube où il exprimait ses convictions existentialistes, athées et où il prônait la sélection naturelle.

## Tueries similaires
Le mode opératoire n'est pas sans rappeler la fusillade de l'Université Virginia Tech (avril 2007) aux États-Unis, la fusillade au collège Dawson (septembre 2006), au Canada, ou encore la fusillade de l’école d’Emsdetten (novembre 2006) en Allemagne, où les auteurs avaient également transmis des documents aux médias avant de perpétrer leur massacre.
C'est la plus grave fusillade scolaire qui soit survenue en Finlande. C'est également le crime qui a fait le plus de morts, plus que l'attentat-suicide de Myyrmanni de 2002 où un jeune de 19 ans avait fait exploser une bombe dans un centre commercial de Vantaa (banlieue d'Helsinki) en 2002 faisant 7 morts. En 1989, un jeune de 12 ans avait ouvert le feu dans son collège faisant deux morts.

## Détention d'arme en Finlande
Selon une étude de l'Institut de hautes études internationales de Genève, avec 56 armes légères pour 100 habitants, la Finlande se classe au troisième rang mondial pour sa possession d’armes à feu par habitant, après les États-Unis et le Yémen. En Finlande, en 2007, toute personne de plus de 15 ans peut être autorisée à détenir une arme à feu sous conditions de détenir un permis de chasse ou d'appartenir à un club de tir,. Selon le ministère de l'Intérieur finlandais, 12 % des Finlandais possèdent une arme dont 60 % sont des armes de chasse.